# Naroŭlja
Naroŭlja (in bielorusso Нароўля?; in russo Наровля?, Narovlja) è un comune della Bielorussia, situato nella regione di Homel'.